# Elafónisos
Elafónisos (en grec : Ελαφόνησος, « l’île des cerfs »), en français Élaphonèse, est une petite île grecque située au sud du Péloponnèse, près de la péninsule d’Épidaure Limira et du cap Malée, dans le district régional de Laconie. Elle fait une vingtaine de kilomètres carrés et compte environ un millier de résidents permanents.

## Accessibilité
Le port de l'île est situé sur sa partie nord, qui est à une distance d'environ 300 mètres du continent. Des bacs y font régulièrement le trajet à partir de Vinglafia. Un caïque fait également la liaison avec Néapoli.

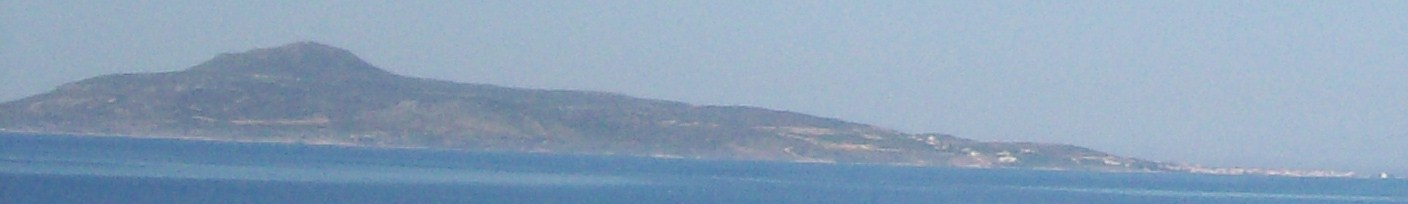
Elafónisos vue de Néapoli.

## Plages

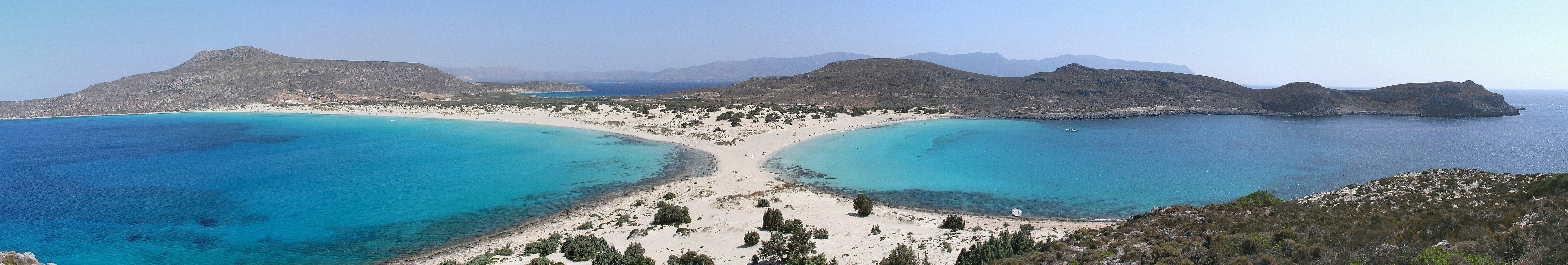
Simos

L'île est surtout reconnue pour ses plages, dont celle de Simos, au sud de l'île. Cette dernière est située à 4 km du port et est accessible par une route asphaltée.